# Taprobana

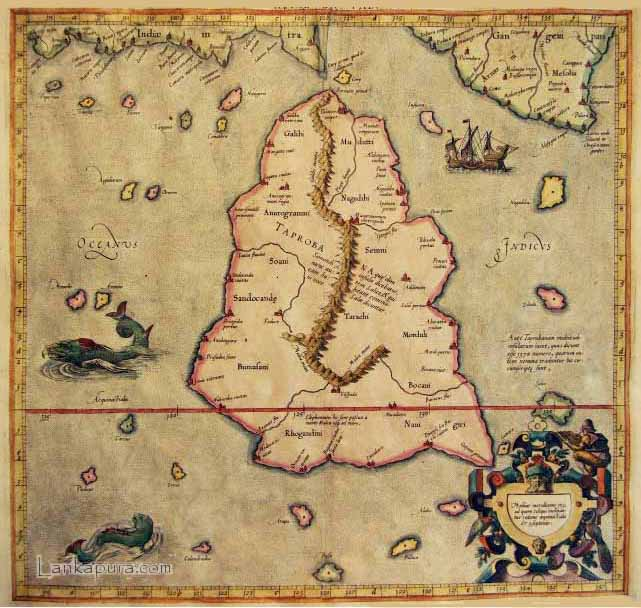
Taprobana, detal z mapy Ptolemeusza

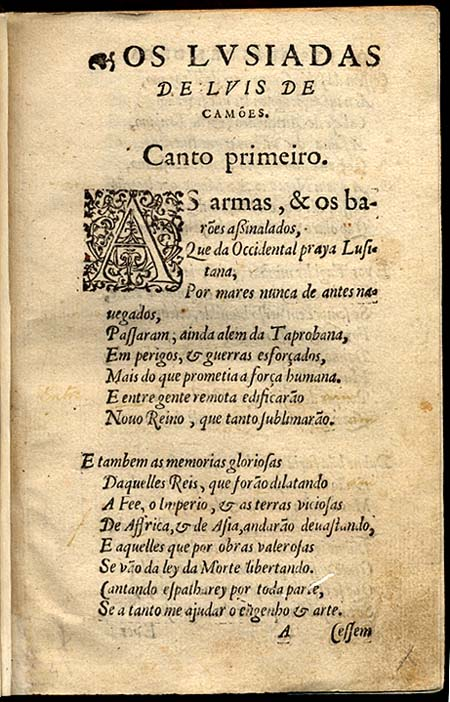
Pierwsza strona „Luzjad” Luísa de Camõesa

Taprobana lub Taprobane – według starożytnych geografów wyspa położona na południe od Indii. Przypuszczalnie identyczna z Cejlonem, z czasem podobnie jak Thule obrosła w liczne, nieprawdopodobne legendy.
Informacje na temat wyspy pojawiły się jako pokłosie wyprawy Aleksandra Wielkiego do Indii i przywiezionych wówczas informacji geograficznych. Nazwa Taprobana pojawiła się po raz pierwszy około 290 roku p.n.e. w dziele Megastenesa, który opisał ją jako wyspę przeciętą rzeką, bogatszą w złoto i perły od Indii. Onesicritus twierdził, że położona jest dwadzieścia dni żeglugi od Indii, a żyją na niej słonie i ludożercy. Wyspa trafiła na mapy geograficzne Eratostenesa i Klaudiusza Ptolemeusza. Pliniusz Starszy lokalizował otoczoną mieliznami Taprobanę na antypodach i twierdził, że wszystko jest na niej odwrócone do góry nogami. Przytoczył też relację Anniusa Plocamusa, wyzwoleńca żyjącego za panowania Klaudiusza, który żeglując po Morzu Czerwonym miał zostać zniesiony z trasy przez sztorm i po piętnastu dniach przybić do brzegów legendarnej wyspy. Miało się na niej znajdować pięćset miast, z których królewska stolica o nazwie Palaesimundus liczyła dwanaście tysięcy mieszkańców.
Ze źródeł starożytnych Taprobana trafiła do traktatów i map średniowiecznych, pojawia się m.in. w Etymologiach Izydora z Sewilli, na mapie z Hereford i na mapie z Ebstorf. Zazwyczaj, m.in. przez Marco Polo, identyfikowana była z Cejlonem. Mnożyły się także legendy. W XIV-wiecznych Podróżach Jana z Mandeville Taprobana opisana została jako jedna z prowincji królestwa Księdza Jana. Lato i zima miały się tam pojawiać dwa razy w roku, a dostępu do złotonośnych gór broniły olbrzymie mrówki-ludojady. Zamieszkiwała ją też jakoby rasa monopodów (jednonogich). W XV wieku część geografów, m.in. Niccolò dei Conti było zdania, że Taprobanę należy utożsamiać raczej z Sumatrą.
Taprobana została wspomniana w pierwszej strofie eposu renesansowego portugalskiego poety Luísa de Camõesa Luzjady (znanego w Polsce również pod tytułem Luzytanie):
As armas e os barões assinalados,
Que da ocidental praia Lusitana,
Por mares nunca de antes navegados,
Passaram ainda além da Taprobana,
Em perigos e guerras esforçados,
Mais do que prometia a força humana,
E entre gente remota edificaram
Novo Reino, que tanto sublimaram;
W polskim przekładzie Adama M-skiego (czyli Zofii Trzeszczkowskiej) zwrotka ta ma brzmienie następujące:
Boje opiewam i tych mężów chwały,
Co z luzytańskich zachodnich wybrzeży,
Na nieznajomych mórz biegli kryształy,
Gdzie się nad fale Taprobana jeży,
I niebezpieczeństw zwalczali nawały,
Jak na niezłomnych przystało rycerzy;
Aż nowe państwo wznieśli sławnym trudem
Śród obcych ludów męstwa swego cudem, -